# Open GDF Suez 2014
Open GDF Suez 2014 byl tenisový turnaj pořádaný jako součást ženského okruhu WTA Tour, který se hrál v hale Stade Pierre de Coubertin na krytých dvorcích s tvrdým povrchem. Konal se mezi 25. lednem až 2. únorem 2014 ve francouzské metropoli Paříži jako 22. ročník turnaje. Dříve byl známý pod názvem Open Gaz de France.
Turnaj s rozpočtem 710 000 dolarů patřil do kategorie WTA Premier Tournaments. Nejvýše nasazenou hráčkou ve dvouhře se stala pátá tenistka světa Maria Šarapovová z Ruska, která v semifinále nestačila na pozdější vítězku a krajanku Anastasii Pavljučenkovovou. Druhá nasazená Petra Kvitová před zahájením turnaje odstoupila pro virózu. V soutěži ji nahradila další česká hráčka Barbora Záhlavová-Strýcová.

## Rozdělení bodů a finančních odměn

### Rozdělení bodů
| Soutěž  | Vítězové | F   | SF  | ČF  | 16 v kole | 32 v kole | Q  | Q3 | Q2 | Q1 |
| ------- | -------- | --- | --- | --- | --------- | --------- | -- | -- | -- | -- |
| dvouhra | 470      | 305 | 185 | 100 | 55        | 1         | 25 | 18 | 13 | 1  |
| čtyřhra | 470      | 305 | 185 | 100 | 1         |           |    |    |    |    |

### Finanční odměny
| Soutěž            | Vítězky | Finále  | Semifinále | Čtvrtfinále | 16 v kole | 32 v kole | Q3     | Q2     | Q1   |
| ----------------- | ------- | ------- | ---------- | ----------- | --------- | --------- | ------ | ------ | ---- |
| dvouhra           | $96 774 | $51 613 | $27 703    | $14 887     | $7 984    | $5 073    | $2 298 | $1 210 | $685 |
| čtyřhra *         | $30 645 | $16 129 | $8 871     | $4 516      | $2 448    |           |        |        |      |
| * – částka na pár |         |         |            |             |           |           |        |        |      |

## Ženská dvouhra

### Nasazení
| Stát      | Hráčka                    | WTA1) | Nasazení |
| --------- | ------------------------- | ----- | -------- |
| Rusko     | Maria Šarapovová          | 3.    | 1.       |
| Česko     | Petra Kvitová             | 6.    | 2.       |
| Itálie    | Sara Erraniová            | 7.    | 3.       |
| Německo   | Angelique Kerberová       | 9.    | 4.       |
| Rumunsko  | Simona Halepová           | 11.   | 5.       |
| Itálie    | Roberta Vinciová          | 12.   | 6.       |
| Španělsko | Carla Suárezová Navarrová | 16.   | 7.       |
| Belgie    | Kirsten Flipkensová       | 19.   | 8.       |

- 1) Žebříček WTA k 13. lednu 2014.

### Jiné formy účasti
Následující hráčky obdržely divokou kartu do hlavní soutěže:*  Caroline Garciaová
- Petra Kvitová
- Kristina Mladenovicová

Následující hráčky si zajistily postup do hlavní soutěže v kvalifikaci:
- Lara Arruabarrenová
- Anna-Lena Friedsamová
- Johanna Larssonová
- Galina Voskobojevová
  -  Barbora Záhlavová-Strýcová – šťastná poražená

### Odhlášení
před zahájením turnaje
- Dominika Cibulková
- Ana Ivanovićová (poranění levého kyčle)
- Kaia Kanepiová (poranění zad)
- Petra Kvitová (viróza)
- Lucie Šafářová (poranění pravého ramena)

### Skrečování
- Marina Erakovicová (poranění zad)

## Ženská čtyřhra

### Nasazení
| Stát     | Hráčka                     | Stát    | Hráčka                 | WTA1) | Nasazení |
| -------- | -------------------------- | ------- | ---------------------- | ----- | -------- |
| Itálie   | Sara Erraniová             | Itálie  | Roberta Vinciová       | 2.    | 1.       |
| Rusko    | Anastasija Pavljučenkovová | Rusko   | Naděžda Petrovová      | 29.   | 2.       |
| Německo  | Anna-Lena Grönefeldová     | Česko   | Květa Peschkeová       | 31.   | 3.       |
| Maďarsko | Tímea Babosová             | Francie | Kristina Mladenovicová | 57.   | 4.       |

- 1) Žebříček WTA k 13. lednu 2014; číslo je součtem umístění obou členek páru.

### Jiné formy účasti
Následující páry obdržely divokou kartu do hlavní soutěže:
- Alizé Cornetová /  Caroline Garciaová
- Daniela Hantuchová /  Petra Kvitová

### Odhlášení
před zahájením turnaje
- Petra Kvitová (viróza)
- Sara Erraniová

## Přehled finále

### Ženská dvouhra
- Anastasija Pavljučenkovová vs.  Sara Erraniová, 3–6, 6–2, 6–3

### Ženská čtyřhra
- Anna-Lena Grönefeldová /  Květa Peschkeová def.  Tímea Babosová /  Kristina Mladenovicová, 6–7(7–9), 6–4, [10–5]